# Artéria pancreaticoduodenal inferior
A artéria pancraticoduodenal inferior sai da artéria mesentérica superior ou de seu primeiro ramo intestinal, oposto à borda superior da porção inferior do duodeno.
Se dirige para a direita entre a cabeça do pâncreas e o duodeno, e então ascende para se anastomosar com a artéria pancreaticoduodenal superior.
Distribui ramos para a cabeça do pâncreas e para as partes descendente e inferior do duodeno.